# Manlio Brigaglia
Manlio Brigaglia (Tempio Pausania, 12 gennaio 1929 – Sassari, 10 maggio 2018) è stato uno storico e giornalista italiano.

## Biografia
Laureato in lettere a Cagliari, insegnò per oltre vent'anni al Liceo Azuni di Sassari e dal 1971 all'Università di Sassari i corsi di Storia dei partiti e movimenti politici, Storia della Sardegna contemporanea e Storia contemporanea, dirigendo dal 1983 al 1985 il Dipartimento di Storia.
Si interessò in particolare di storia della Sardegna, di storia dei partiti politici in Europa, di fascismo e antifascismo, di storia dell'informazione, collaborando a vario titolo alla Deputazione di storia patria per la Sardegna, alla Fondazione Antonio Segni, all'Istituto sardo per la Storia della Resistenza e dell'Autonomia e al Consorzio interuniversitario di Cagliari e Sassari per la scuola di specializzazione per gli insegnanti della Scuola secondaria. Ricevette nel 1997 il "Premio della cultura" della Presidenza del Consiglio dei ministri e nel 2003 la medaglia d'oro di "Benemerito della Scuola, della Cultura e dell'Arte - settore Università" dal Presidente Ciampi.
Autore prolifico di saggi, volumi dedicati, enciclopedie, articoli su riviste sarde e non (curate anche come direttore), collaborava a giornali come La Nuova Sardegna e Corriere della Sera.

## Opere
- Brigaglia M. - Mastino A. - Ortu G.G., Storia della Sardegna 1: dalla Preistoria all'età bizantina (2002), Roma-Bari, Editori Laterza.
- Brigaglia M. - Mastino A. - Ortu G.G., Storia della Sardegna 2: dal Settecento ad oggi (2006), Roma-Bari, Editori Laterza.
- Brigaglia M., La classe dirigente a Sassari da Giolitti a Mussolini (1979), Cagliari, Edizioni Della Torre
- Manlio Brigaglia, Sardegna perché banditi, collana Biblioteca letteraria di Carte segrete, Roma, Carte segrete, 1972.
- Manlio Brigaglia, Emilio Lussu e Giustizia e Libertà, collana Documenti e memorie dell'antifascismo in Sardegna, Cagliari, Edizioni Della Torre, 1976.
- Manlio Brigaglia, La Brigata Sassari come problema storiografico, Edizioni Gallizzi, 1981.
- Manlio Brigaglia, Emilio Lussu: una leggenda sull'altipiano, in La città: periodico di cultura e arte, n. 3-4, Cagliari, Janas, 1991.
- Manlio Brigaglia, Storia e miti del banditismo sardo, collana La biblioteca della Nuova Sardegna. Banditi & carabinieri, Sassari, La Nuova Sardegna, 2009.
- Manlio Brigaglia e Salvatore Mura, Storia dell'autonomia sarda: 1847-2018, profili biografici di Francesco Obinu, Sassari, Carlo Delfino editore, ISBN 9788893614900.
- Manlio Brigaglia, Tempo d'esami: qualche consiglio per andare a fare la maturità e l'abilitazione, collana Piccola collana di memorie, 2ª ed., Villanova Monteleone, Soter, ISBN 9788897943945.